# Sofia Pernas
Sofia Pernas (Fès, 31 luglio 1989) è un'attrice ed ex modella marocchina naturalizzata statunitense È nota per essere una dei due protagonisti della serie Blood & Treasure insieme a Matt Barr.

## Filmografia

### Cinema
- Age of the Dragons, regia di Ryan Little (2011)
- Missione suicida (Operation Rogue), regia di Brian Clyde (2014)
- Indigenous, regia di Alastair Orr (2014)
- The Green Ghost (2014)
- Sonic 3 - Il film (Sonic the Hedgehog 3), regia di Jeff Fowler (2024)

### Televisione
- L'incredibile viaggio di Captain Drake (The Immortal Voyage of Captain Drake), regia di David Flores – film TV (2009)
- NCIS - Unità anticrimine (NCIS) - serie TV, episodi 9x08-9x09 (2011)
- Leverage - Consulenze illegali (Leverage) – serie TV, episodio 4x14 (2011)
- The Brave – serie TV, 13 episodi (2017-2018)
- Jane the Virgin – serie TV, 5 episodi (2016-2017)
- Blood & Treasure – serie TV, 25 episodi (2019-2022)
- Tracker – serie TV, episodi 1x06-2x03-2x15 (2024-2025)
- Suits LA – serie TV, 4 episodi (2025)

## Doppiatrici italiane
Nelle versioni in italiano delle opere in cui ha recitato, Sofia Pernas è stata doppiata da:
- Valentina Favazza in Jane the Virgin, The Brave
- Benedetta Degli Innocenti in Blood & Treasure, Tracker
- Federica De Bortoli in NCIS - Unità anticrimine
- Ilaria Latini in Leverage - Consulenze illegali